# Mosè ben Isaac da Rieti
Mosè ben Isaac da Rieti, detto anche Mosè di Gaio o Moisè di Gajo, (Rieti, 1388 – Roma, 1460) è stato un medico, poeta e filosofo italiano di origini ebraiche, considerato il «Dante ebreo» per la sua produzione poetica.

## Biografia
Nacque nel 1388 a Rieti, figlio del banchiere Gaio Isaac (o Gajo Isaac), conosciuto anche come Maestro Gaio, che lo istruì nel Talmud e nella letteratura ebraica. Mosè da Rieti e suo padre Gaio sono i capostipiti della famiglia ebraica Rieti (cognome diffuso anche all'estero, dove si è corrotto in Rietti).
Si trasferì a Perugia, dove portò a termine gli studi in medicina; nel 1422 tornò a Rieti dove, su autorizzazione del consiglio comunale e del signore della città Rinaldo Alfani, aprì un banco di prestito ed esercitò la professione di medico. In occasione delle insurrezioni popolari del 1425 che rovesciarono la signoria dell'Alfani, Moisè concordò un nuovo tasso di interesse con le autorità reatine.
Moisè abitava in una casa nel rione di Porta Carceraria de foris, che poi trasferì de intus (all'interno della cinta muraria), insieme alla moglie Cilla dalla quale ebbe i figli Gaio (il primogenito), Leone e Bonaiuto, anche loro medici e, ad eccezione di Leone, banchieri. Gestiva inoltre un'area privata utilizzata come cimitero dalla comunità ebraica di Rieti.
Dal 1431 Moisè soggiornò in varie città dello stato della Chiesa (Narni, dove era a capo di una scuola rabbinica, Amelia, Perugia, Foligno, ecc.) non solo per esercitare la professione di medico, ma anche come arbitro di controversie. Fu rabbino della comunità ebraica di Roma dall'inizio del pontificato di Eugenio IV.
Nel dicembre 1458 si fece rilasciare dalla cancelleria pontificia una licentia medendi, necessaria per esercitare la professione di medico nella città di Fabriano, dove era stato chiamato; per questa ragione si ritiene che fosse archiatra dal Papa Pio II (carica che, fin dai tempi di Isaac ben Mordechai, era stata spesso occupata da medici ebrei). Morì a Roma nel 1460.
A Rieti gli è stata intitolata una strada del centro, traversa di viale Canali.

## Opere
Fu autore di diverse opere poetiche, di filosofia e di medicina, sia in italiano che in ebraico.
La sua prima opera fu il poema Iggeret Ya'ar ha-Levanon, che descrive le decorazioni e gli ornamenti del Tempio.
La sua opera più conosciuta è il poema in terzine Mikdash Me'at (מקדש מעט, traslitterato Miqdāš mĕ῾at) ossia "Piccolo Santuario", ispirato alla Divina Commedia di Dante. Concepito nel 1409, fu iniziato nel 1415 e rimase incompiuto; è stato tradotto più volte in italiano e la prima edizione a stampa fu realizzata a Vienna nel 1851, con il titolo Il Dante Ebreo, ossia il Picciol Santuario, poema didattico in terza rima, contenente la filosofia antica e tutta la storia letteraria giudaica sino all'età sua. Si tratta di un poema enciclopedico in terza rima diviso in due parti. Nella prima, composta da cinque canti, il poeta fa sfoggio della conoscenza enciclopedica, citando Maimonide, al-Farabi, Al-Ghazali, Averroè, Porfirio e Aristotele. Nella seconda parte, composta di otto canti, si racconta di un viaggio immaginario del poeta, che entra nel santuario (Hekal) dove dimorano le anime dei grandi personaggi del passato: patriarchi, profeti, studiosi del Talmud e dell'ebraismo. La Dimora dei Supplici (Me'on ha-Sho'alim), canzone contenuta nella seconda parte, fu introdotta nella liturgia di alcune sinagoghe
e sarebbe stata tradotta in rime italiane come L'abitacolo degli oranti verso il 1540 da Debora Ascarelli.
In seguito Moisè abbandonò la poesia e si dedicò alla filosofia e all'apologetica; tra le altre opere si ricordano le note al commentario di Averroè all'Isagoge ad Logicam di Porfirio; un commentario agli Aforismi di Ippocrate; Filosofia naturale e fatti de Dio. La sua ultima opera fu un'elegia scritta in morte della moglie.